# Týniště (Verušičky)

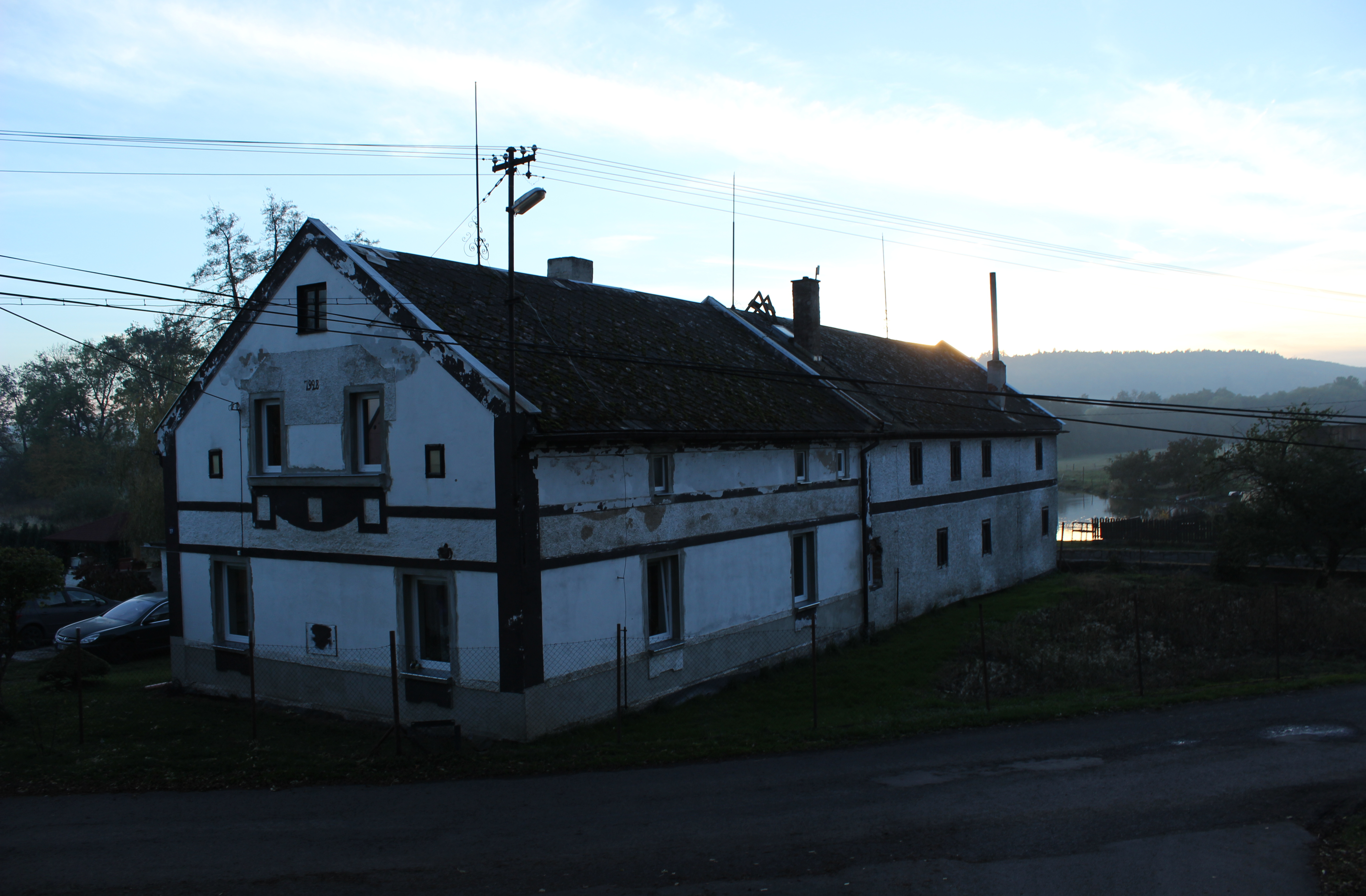
Haus Nr. 27

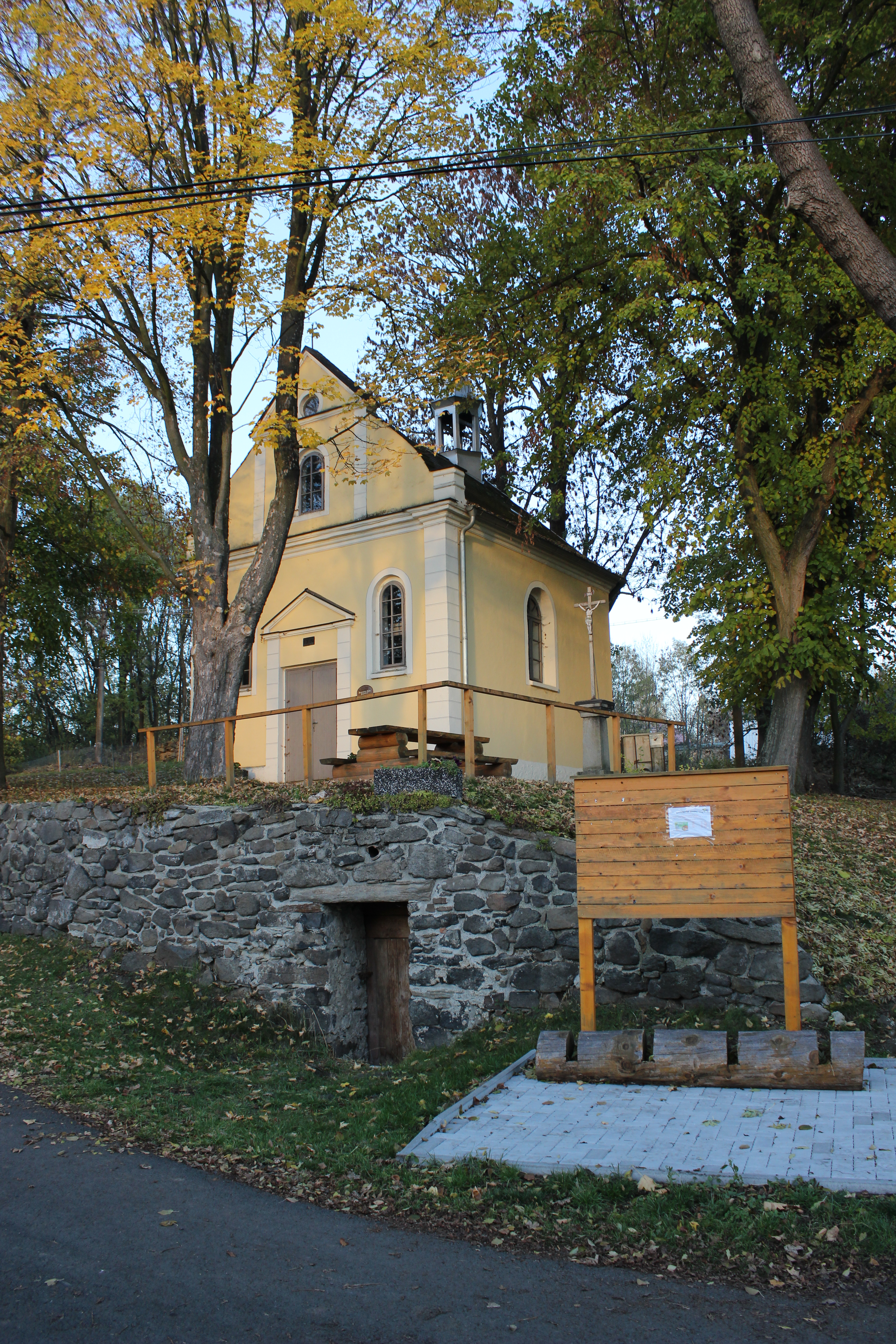
Kapelle des hl. Prokop

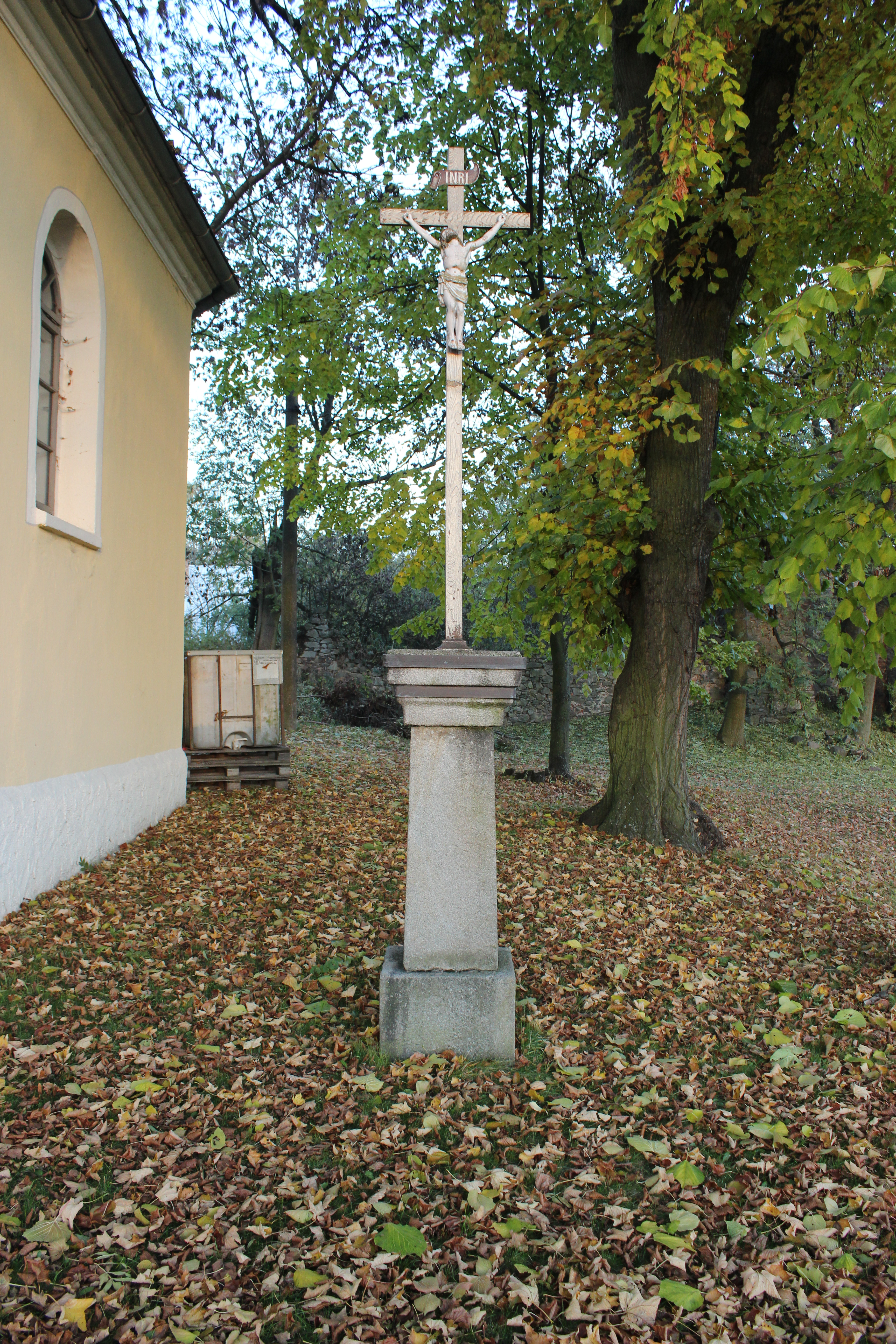
Kreuz neben der Kapelle

Týniště (deutsch Thönischen) ist ein Ortsteil der Gemeinde Verušičky (Klein Werscheditz) in Tschechien. Das Dorf liegt zehn Kilometer östlich von Bochov (Buchau) und gehört zum Okres Karlovy Vary.

## Geographie
Týniště befindet sich im Tal des Lochotínský potok (Lochotiner Bach) in der Žluticka vrchovina (Luditzer Bergland). Ein Kilometer südlich verläuft die Staatsstraße I/6 zwischen Lubenec (Lubens) und Bochov. Im Norden erhebt sich die Albeřická hůrka (Tannenhübl; 632 m n.m.), nordöstlich der Obecní les (Lurberg; 657 m n.m.) und der Hlavákovský vrch (Köppelberg; 683 m n.m.), im Westen der Verušický vrch (Werscheditzer Berg; 692 m n.m.) sowie nordwestlich der Záhořský vrch (Serlesberg; 710 m n.m.) und der Pastvisko (Gerglesberg; 682 m n.m.).
Nachbarorte sind Malý Hlavákov (Klein Lubigau), Velký Hlavákov (Groß Lubigau), Bělá (Biela), Valeč (Waltsch), Jeřeň (Girschen) und Hamerský Domek (Hammerwerk) im Nordosten, Vrbice (Großfürwitz) und Libkovice (Liebkowitz) im Osten, Bošov (Poschau), Skřipová (Krippau) und Mokrá (Mokrau) im Südosten, Štoutov (Stadthöfen) und Čichalov (Sichlau) im Süden, Verušičky und Budov (Buda) im Südwesten, Vahaneč (Bohentsch) und Záhoří (Serles) im Westen sowie Luka (Luck) und Albeřice (Alberitz) im Nordwesten. Nördlich liegen auf dem Truppenübungsplatz Hradiště die Wüstungen Lochotín (Lochotin) und Kopáčov (Kopitschau).

## Geschichte
Die erste urkundliche Erwähnung von Týniště erfolgte im Jahre 1378, als der Besitzer der Feste Týniště, Protiva von Týnic, diese zusammen mit Luka an Boresch V. von Riesenburg und Petschau verkaufte. Dieser verband das Gut Týniště mit seiner Herrschaft Luditz. Die Herren von Riesenburg belehnten nachfolgend Vasallen mit Týniště. Zu den bekannten Lehnsleuten gehörten u. a. von 1394 bis 1404 Štěpánek, 1408 Erhart von Libnov, 1456 Bořivoj und 1467 Johann von Ejstebno. Im Jahre 1523 war Balthasar Frankengrüner von Frankengrün und Kyšperk mit dem Gut Týniště belehnt, 1581 besaß Sebastian Frankengrüner die Feste. Letzterer verkaufte das Gut Týniště mit der Feste und dem Meierhof 1604 an Johann Heinrich Prollhofer von Burgersdorf, der im selben Jahre auch die Güter Luck, Werschetitz und Udritsch erwarb. Dessen Sohn Fabian Sebastian veräußerte das Gut Týniště 1605 an Stephan Schlick, gewann das Gut aber nach kurzer Zeit zurück. Als Fabian Sebastian Prollhofer 1612 verstarb, vererbte er das Gut Thönischen seinen Töchtern Magdalena und Dorothea Sophia, während die anderen beiden Güter seiner Witwe zufielen. Magdalena Prollhofer verkaufte das Gut Thönischen 1630 an den Besitzer der Herrschaft Luditz, Georg Adam Kokorowetz von Kokořowa. Die Feste, die zu dieser Zeit ihre Bedeutung verloren hatte, wurde nachfolgend als Erweiterung des Meierhofes in die Wirtschaftsgebäude integriert. Ferdinand Hroznata Kokorowetz ernannte mit Wirkung vom 22. Juli 1698 die Herrschaft Luditz samt dem Gut Thönischen zu Gunsten seines ältesten Sohnes Peter Franz zu einem Majorat. Die Grafen Kokorowetz von Kokořowa hielten das Gut Thönischen bis 1783 und verkauften es an Franz Anton von Nostitz-Rieneck, der acht Jahre zuvor bereits die Güter Luck, Budau und Werschetitz erworben hatte und Thönischen mit den drei anderen Gütern zu einer Herrschaft Luck verband. Friedrich von Nostitz-Rieneck veräußerte die Herrschaft Luck mit den angeschlossenen Gütern am 7. Februar 1799 an Kaspar Friedrich d'Overschie. Dessen Nachkommen veräußerten die Herrschaft 1806 an Karl von Thysebaert. Nachfolgende Grundherren waren ab 1828 August von Thysebaert und ab 1830 Johann Anton Hladik. Im Jahre 1838 verkaufte Hladik die Herrschaft Luck mit den Gütern Werschetitz, Budau und Tönischen seiner Tochter Antonia, die mit Wilhelm von Neuberg verheiratet war.
Im Jahre 1845 umfasste das im Elbogener Kreis gelegene und mit der Herrschaft Luck verbundene Gut Tönischen mit den zugehörigen Dörfern Krippau und Tönischen sowie einem Anteil von Groß Lubigau (Velký Hlavákov) eine Nutzfläche von 1104 Joch 1379 Quadratklafter, davon über die Hälfte Ackerland. Das Dorf Tönischen, auch Thönischen, Tenischen bzw. Tynisst genannt, bestand aus 41 Häusern mit 238 deutschsprachigen Einwohnern. Darin inbegriffen waren zwei Judenhäuser, in denen sechs Familien lebten. Im Ort gab es einen herrschaftlichen Meierhof, eine Mühle und die öffentliche Kapelle des hl. Prokop. Abseits lagen die herrschaftliche Hammelhütte mit einem Wohnhaus, die Lukasmühle mit einer Brettsäge, die aus einem Dominikalhaus und einer Schmiede bestehende Einschicht Alte Schnaken sowie die aus einem Wirtshaus und einer Schmiede an der Karlsbader Straße bestehende Einschicht Neue Schnaken. Von den vier Fischteichen befanden sich der Pudelteich und der Ratzenteich im Dorf, außerhalb der Pinsenteich und der Luschkateich. Bis zur Mitte des 19. Jahrhunderts blieb Tönischen ein landtäfliges Gut.
Nach der Aufhebung der Patrimonialherrschaften bildete Thönischen / Týniště ab 1850 mit den Einschichten Denischen Schäferei, Lukeschmühle, Alter Schnaken und Neuer Schnaken eine Gemeinde im Gerichtsbezirk Buchau. Ab 1868 gehörte Thönischen zum Bezirk Luditz. Im Jahre 1869 bestand das Dorf aus 42 Häusern und hatte 297 Einwohner. Im Jahre 1900 hatte Thönischen 244 Einwohner, 1910 waren es 208.
Nach dem Ersten Weltkrieg zerfiel der Vielvölkerstaat Österreich-Ungarn, die Gemeinde wurde 1918 Teil der neu gebildeten Tschechoslowakischen Republik. Beim Zensus von 1921 lebten in den 40 Häusern der Gemeinde 237 Deutsche. 1930 lebten in den 42 Häusern von Thönischen 221 Personen. Nach dem Münchner Abkommen wurde Thönischen im Oktober 1938 dem Deutschen Reich zugeschlagen und gehörte bis 1945 zum Landkreis Luditz. 1939 hatte die Gemeinde 179 Einwohner. Nach dem Ende des Zweiten Weltkrieges kam Týniště zur wiedererrichteten Tschechoslowakei zurück. Nach der Aussiedlung der deutschen Bewohner wurde Týniště mit Tschechen wiederbesiedelt. Im Zuge der Gebietsreform von 1948 wurde der Okres Žlutice aufgelöst und die Gemeinde Týniště zum 1. Februar 1949 dem Okres Toužim zugeordnet.
Im Jahre 1950 lebten in den 37 Häusern von Týniště 112 Personen. Bei der Gebietsreform von 1960 wurde Týniště in den Okres Karlovy Vary eingegliedert. Im selben Jahre erfolgte die Eingemeindung nach Verušičky. Beim Zensus von 1970 lebten in dem Dorf 47 Personen. 1991 bestand Týniště aus 13 Häusern und hatte nur noch 11 Einwohner. 2011 lebten in den 19 Häusern von Týniště 41 Menschen.

## Ortsgliederung
Zu Týniště gehören die Wüstungen Lukešův mlýn (Lukeschmühle), Nové Šnaky (Neuer Schnaken) und Ovčín (Denischen Schäferei). Der Ortsteil bildet einen Katastralbezirk.

## Sehenswürdigkeiten
- Ruinen der Feste Týniště, an der Ostseite des Dorfplatzes. Die Mauern der in der Mitte des 14. Jahrhunderts errichteten quadratischen Anlage einschließlich der massiven Bastion an der Südwestseite und des gotischen Portals wurden nach dem Erlöschen des Meierhofes rekonstruiert und teilweise wiederhergestellt.[6]
- Barocke Kapelle des hl. Prokop, sie wurde 1718 auf Kosten der Gemeinde neben der alten Feste errichtet. Das in der zweiten Hälfte des 20. Jahrhunderts verfallene Bauwerk wurde in den Jahren 1990–1991 aus Initiative des ehemaligen Einwohners Horst Türr, der in der Kapelle seine Taufe erhielt, rekonstruiert. Durch Spenden der ehemaligen deutschen Bewohner erfolgte 2004 eine Sanierung der Außenhaut.[7]
- Gusseisernes Kreuz auf einem Granitsockel neben der Kapelle, aufgestellt in der zweiten Hälfte des 19. Jahrhunderts. Die Erneuerung erfolgte 1990–1991 im Zuge der Sanierung der Kapelle.[8]
- Wassermühle (Haus Nr. 23)
- Naturdenkmal Týniště am gleichnamigen Teich nordöstlich des Dorfes